# いのちのこたえ
『いのちのこたえ』は、スターダストレビュー46枚目のシングル。2006年1月25日にImperial Recordsから発売された。

## 収録曲
全作曲：根本要
1. いのちのこたえ
作詞：松井五郎
編曲：十川知司
テレビ朝日系『いまどき!ごはん』エンディング・テーマ
2. カザミドリ
作詞：根本要
編曲：添田啓二
3. いのちのこたえ（Instrumental）